# 本田謙
本田 謙（ほんだ ゆずる、1974年9月6日 - ）は、日本の実業家、エンジェル投資家、開発者。フリークアウト・ホールディングス創業者・代表取締役社長 Global CEO。
千葉県生まれ。千葉県立千葉東高等学校を経て、1998年上智大学理工学部卒業。2005年株式会社ブレイナー創業。